# Hillerstorp
Hillerstorp ist ein Ort (tätort) in der schwedischen Provinz Jönköpings län und der historischen Provinz Småland. Er liegt in der Gemeinde Gnosjö nahe dem Nationalpark Store mosse.
Der Name ist erstmals im Jahre 1399 als Hillistorpi und etwas später als Hildolffstorp (1407) belegt. Er bezeichnete damals ein Dorf nordwestlich des heutigen Ortes und setzt sich aus dem altschwedischen Männernamen Hildolf und torp für Neubau zusammen.

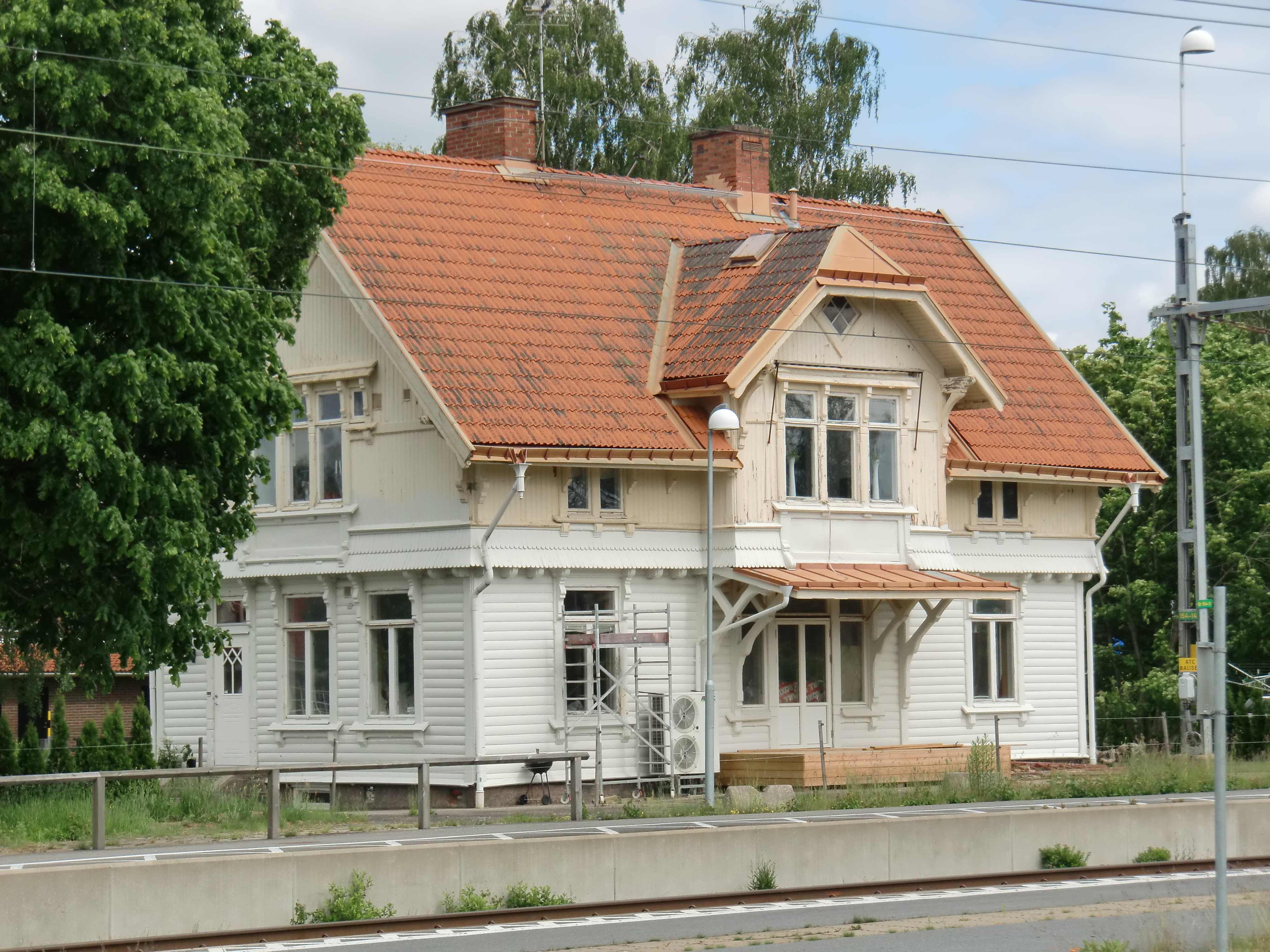
Bahnhof Hillerstorp

## Persönlichkeiten
- Patrik Ingelsten (* 1982 in Hillerstorp), schwedischer Fußballspieler
- Elbasan Rashani (* 1993), kosovarisch-norwegischer Fußballspieler